# Tófű
Tófű (németül: Tofi) község Baranya vármegyében, a Komlói járásban.

## Fekvése
Baranya megye északi határa mentén helyezkedik el, Pécstől északkeletre, Egyházaskozár és Szászvár között; kelet felőli két szomszédja, Györe és Izmény már Tolna vármegyéhez tartozik. Központján a Bonyhád-Kaposszekcső közti 6534-es út halad keresztül, ezen érhető el a 6-os és a 611-es főutak felől is. Vasútvonal nem érinti, de a Dombóvár–Bátaszék-vasútvonal Szászvár megállóhelye kevesebb, mint 3 kilométerre fekszik a község központjától.

## Története
Tófű nevét az oklevelek 1382-ben említették először, Thofew alakban írva. Nevét valószínűleg a közeli tóról kaphatta.
A török időkben elnéptelenedett faluba a törökök kiűzése után szerbek költöztek, majd a 18. század elején német telepesek érkeztek ide. A második világháború után a falu német lakosait is kitelepítették, helyükre a csehszlovák–magyar lakosságcsere keretében felvidéki magyarok érkeztek.
A 20. század elején Baranya vármegye Hegyháti járásához tartozott.
1910-es népszámláláskor 295 lakosa volt a településnek, ebből 6 magyar, 289 német volt, melyből 292 evangélikus, 2 izraelita volt.
2001-es népszámláláskor 151 lakosa volt, 2008 január elsején pedig 116 fő élt Tófű településen.

## Közélete

### Polgármesterei
- 1990–1994: Cseke József (független)[4]
- 1994–1998: Cseke József (független)[5]
- 1998–2002: Cseke József (független)[6]
- 2002–2006: Cseke József (független)[7]
- 2006–2010: Walke Zsolt (független)[8]
- 2010–2014: Walke Zsolt (független)[9]
- 2014–2019: Walke Zsolt (független)[10]
- 2019–2024: Walke Zsoltné (független)[11]
- 2024– : Walke Márta (független)[1]

## Népesség
A település népességének változása:
| Lakosok száma | 123  | 120  | 116  | 108  | 102  | 100  | 101  | 90   |
|               | 2013 | 2014 | 2015 | 2019 | 2021 | 2022 | 2023 | 2024 |

A 2011-es népszámlálás során a lakosok 75,4%-a magyarnak, 4% cigánynak, 7,1% németnek mondta magát (22,2% nem nyilatkozott; a kettős identitások miatt a végösszeg nagyobb lehet 100%-nál). A vallási megoszlás a következő volt: római katolikus 46,8%, evangélikus 15,9%, felekezeten kívüli 5,6% (31,7% nem nyilatkozott).
2022-ben a lakosság 90%-a vallotta magát magyarnak, 5% németnek, 1% szlováknak, 5% egyéb, nem hazai nemzetiségűnek (7% nem nyilatkozott; a kettős identitások miatt a végösszeg nagyobb lehet 100%-nál). Vallásuk szerint 39% volt római katolikus, 14% evangélikus, 1% egyéb keresztény, 3% egyéb katolikus, 16% felekezeten kívüli (27% nem válaszolt).

## Nevezetességei
- Evangélikus templomukat 1900-ban építették újra, mivel az előző ingoványos talajra épült és süllyedni kezdett.
- Mátyás király kútja.
- Horgásztó